# 库特拉站
库特拉站，是法国的一个铁路车站，位于法国西南部城市库特拉。

## 位置
库特拉站位于库特拉市区的南部，巴黎－波尔多铁路531.107公里处，同时也是库特拉－蒂勒铁路的起点。距离波尔多大约48公里。车站大致呈东北-西南走向，开口朝西北。

## 历史
库特拉站建成于1852年9月20日，和巴黎－波尔多铁路同时建成运营。库特拉－蒂勒铁路于1857年通车，库特拉于是成为了这一地区的一个铁路枢纽，可连通南、北、东三个方向，历史上曾开行直达里昂和克莱蒙费朗的城际列车，后者因线路原因而分别于2012年12月和2014年7月取消。

## 设施
库特拉站设有人工售票窗口，其开放时间如下：
- 周一至周五：6:30~13:30和14:00~19:25
- 周六：9:00~12:15和13:20~17:20
- 周日及节假日关闭

此外，库特拉站站内还设有自动售票机等设施。

## 停靠线路
以下列车线路在库特拉站停靠：
| 库特拉站列车线路表   |            |                                                           |              |              |
| 线路                 | 车种       | 上一站                                                    | 下一站       | 大致运行频率 |
| 利摩日/于塞勒—波尔多 | INTERCITÉS | 米西当/蒙蓬梅内斯泰罗勒                                   | 利布尔讷     | 每天1~2趟    |
| 布里夫—波尔多        | TER        | 蒙蓬梅内斯泰罗勒/利勒河畔圣瑟兰/圣梅达尔德基济耶尔        | 利布尔讷     | 每天3趟左右  |
| 利摩日/佩里格—波尔多 | TER        | 米西当/蒙蓬梅内斯泰罗勒/利勒河畔圣瑟兰/圣梅达尔德基济耶尔 | 利布尔讷     | 每天10趟左右 |
| 昂古莱姆—波尔多      | TER        | 雷埃格利索特                                              | 圣但尼德皮勒 | 每天5趟左右  |
| 库特拉—波尔多        | TER        | （起点）                                                  | 圣但尼德皮勒 | 每天3趟左右  |
| 1.                   |            |                                                           |              |              |

## 配套交通

### 长途客车
库特拉站附近暂无固定的长途客运线路。当某条铁路线施工或罢工时，SNCF可能会提供途径该线路沿途站点的临时大巴车。

### 市内交通
库特拉站附近暂无固定的城市公共交通线路。

### 社会车辆
库特拉站门口设有社会车辆停车场。

## 临近车站
| 库特拉站（Gare de Coutras）    |                  |                      |
| 上行车站                       | 线路             | 下行车站             |
| 雷埃格利索特站                 | 巴黎－波尔多铁路 | 圣但尼德皮勒站       |
| （起点）                       | 库特拉－蒂勒铁路 | 圣梅达尔德基济耶尔站 |
| - 本表仅显示运营中的线路及车站 |                  |                      |